# Bosemüller farkasfalka
A Bosemüller farkasfalka a Kriegsmarine tengeralattjárókból álló második világháborús támadóegysége volt, amely összehangoltan tevékenykedett 1941. augusztus 28. és 1941. szeptember 2. között az Atlanti-óceán északi részén, főleg a Brit-szigetektől északnyugatra. A Bosemüller farkasfalka nyolc búvárhajóból állt, amelyek egy hajót (10 298 brt) süllyesztettek el. A tengeralattjárók nem szenvedtek veszteséget. A farkasfalka elnevezése valószínűleg Werner Beumelburg első világháborús frontregényére, az 1930-ban napvilágot látott Gruppe Bosemüllerre utal.

## A farkasfalka tengeralattjárói
| A hajó száma | Parancsnoka             | Részvétel kezdete   | Részvétel vége     |
| ------------ | ----------------------- | ------------------- | ------------------ |
| U–71         | Walter Flachsenberg     | 1941. augusztus 28. | 1941.szeptember 2. |
| U–83         | Hans-Werner Kraus       | 1941. augusztus 28. | 1941.szeptember 2. |
| U–95         | Gerd Schreiber          | 1941. augusztus 28. | 1941.szeptember 2. |
| U–557        | Ottokar Arnold Paulssen | 1941. augusztus 28. | 1941.szeptember 2. |
| U–558        | Günther Krech           | 1941. augusztus 28. | 1941.szeptember 2. |
| U–561        | Robert Bartels          | 1941. augusztus 28. | 1941.szeptember 2. |
| U–562        | Herwig Collmann         | 1941. augusztus 28. | 1941.szeptember 2. |
| U–751        | Gerhard Bigalk          | 1941. augusztus 28. | 1941.szeptember 2. |

## Elsüllyesztett hajó
| Dátum               | A búvárhajó száma | A hajó neve | Nemzetisége        | Vízkiszorítása | Konvoj |
| ------------------- | ----------------- | ----------- | ------------------ | -------------- | ------ |
| 1941. augusztus 28. | U–558             | Otaio       | Egyesült Királyság | 10 298         | OS–4   |